# Ancylotrypa spinosa
Espèce
Ancylotrypa spinosa est une espèce d'araignées mygalomorphes de la famille des Cyrtaucheniidae.

## Distribution
Cette espèce est endémique du Cap-Oriental en Afrique du Sud,.

## Publication originale
- Simon, 1889 : Descriptions d'espèces africaines nouvelles de la famille des Aviculariidae. Actes de la Société linnéenne de Bordeaux, vol. 42, p. 405-415 (texte intégral).